# Kaarst
Kaarst is een stad en gemeente in de Duitse deelstaat Noordrijn-Westfalen, gelegen in de Rhein-Kreis Neuss. De gemeente telt 43.615 inwoners (31 december 2020) op een oppervlakte van 37,40 km².

## Plaatsen in de gemeente
- Kaarst (23.495 inwoners)
- Büttgen (6.415 inwoners)
- Driesch (645 inwoners)
- Holzbüttgen (5.967 inwoners)
- Vorst (5.671 inwoners)

## Verkeer en vervoer
Spoorwegstations:
- Station Kaarst
- Station Kaarst IKEA
- Station Kaarst Mitte/Holzbüttgen
- Station Kaarster See

## Geboren
- Bright Arrey-Mbi (26 maart 2003), voetballer

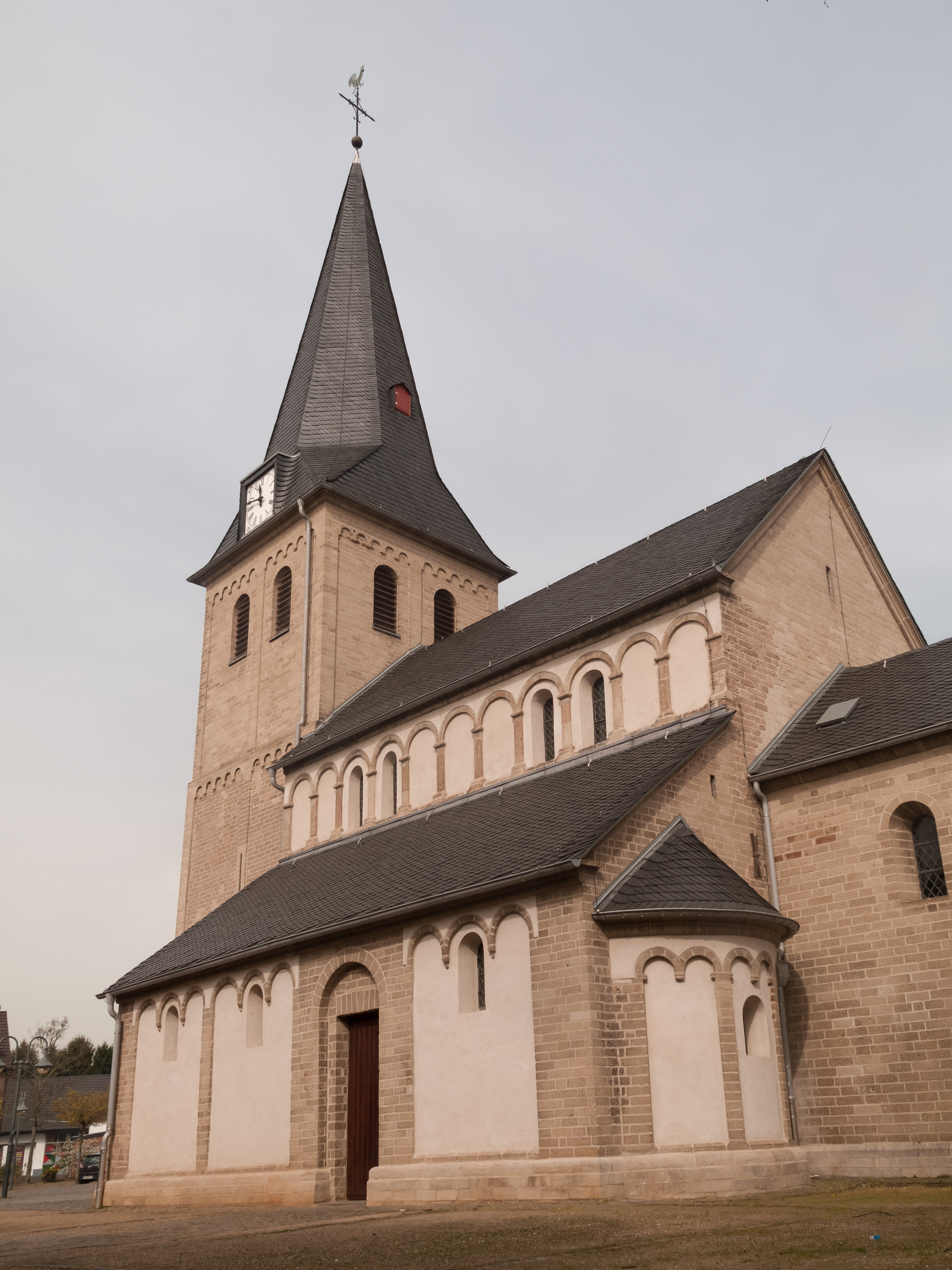
Kaarst, kerk: die Alte Pfarrkirche Sankt Martinus

Dormagen · Grevenbroich · Jüchen · Kaarst · Korschenbroich · Meerbusch · Neuss · Rommerskirchen